# محمد السياجي

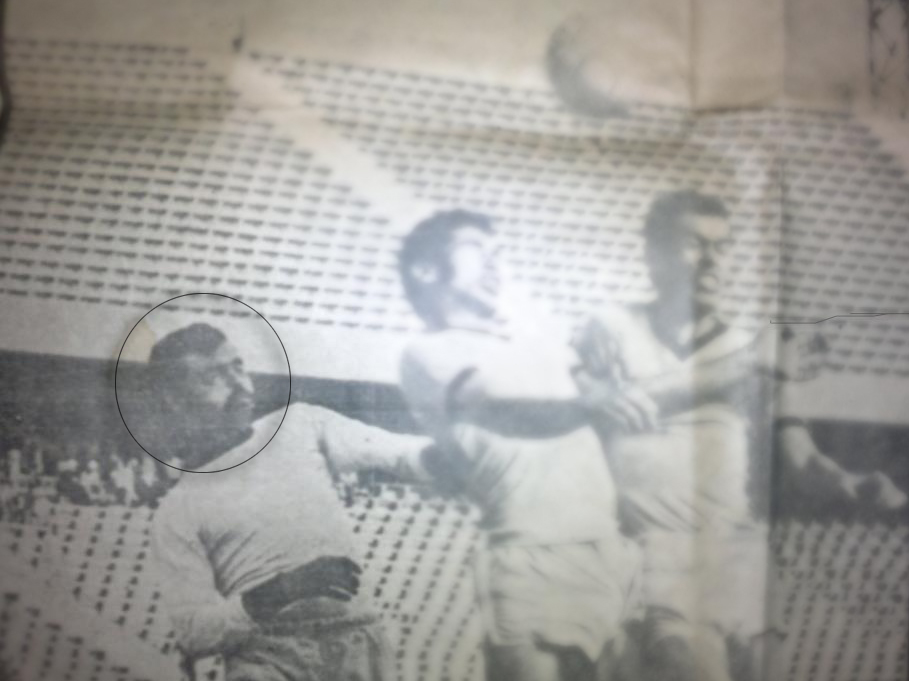
كابتن السياجى في أحد المباريات

محمد السياجي لاعب غزل المحلة بالسبعينات وكابتن منتخب مصر ومارشال أفريقيا كما لقبه المستكاوي، في جيله حصلت المحلة على الدوري عام 1973.
عمل كعضو منتخب في اتحاد الكره المصري، وتم تعيينه كرئيس له، لحين إجراء انتخابات حيث انتخب وكيلا للمجلس برئاسه سمير زاهر. شغل السياجي منصب رئيس لجنة شئون اللاعبين بالاتحاد المصري لكرة القدم ومدير مشروع الهدف.

## نشأته
ولد في مصر بمحافظة الغربية بمدينة المحلة الكبرى 20 يناير 1949. وبدأ مشواره الكروي بغزل المحلة حارسا للمرمي ثم جناح أيمن ثم ظهير رابع ثم بعدها تم تصعيده للفريق الأول وحقق معه بطولة الدوري العام عام 1973 ثم شارك في بطولة إفريقيا بعد وصول غزل المحلة لنهائي البطولة أمام كارا بطل الكونغو برازافيل ولكنه لم يحالفه التوفيق وشارك مع المنتخب في العديد من البطولات كان أهمها الحصول علي بطولتين لكأس فلسطين من ثلاث بطولات شارك فيها.
ولقب السياجي بمارشال إفريقيا حيث أطلق عليه اللقب خلال مباراة منتخب مصر وزامبيا في لوساكا في تصفيات القارة الإفريقية المؤهلة لكأس العالم.
شارك السياجي مع ثلاث أجيال مختلفة بداية من خورشيد وحتي شوقي غريب واعتزل عام 1979 واقيمت له مباراة اعتزال باستاد غزل المحلة امام الأهلي وشارك مع المحلة نجوم الاندية.
بعدها عمل مدربا لناشئي 17 سنة بالمحلة ثم سافر إلي إنجلترا لحضور دراسات تدريبية بعدها عاد للعمل في مجال التدريب مع غزل المحلة ومنتخب 17 سنة للناشئين.
ثم تحول للعمل الإداري وتولي أكثر من منصب كان أهمها رئيس اتحاد الكرة وعضو لجنة المسابقات وعضو اتحاد الكرة أكثر من دورة وأخيرا الاشراف علي مشروع الهدف.

## وفاته
توفي في 1 سبتمبر 2012 بالمحلة الكبرى بعد صراع مرير مع المرض دام ثلاث سنوات.